# Tian Qing
Pour les articles homonymes, voir Tian.
Dans ce nom chinois, le nom de famille, Tian, précède le nom personnel.
Tian Qing est une joueuse de badminton chinoise née le 19 août 1986 dans la province du Hunan.
En double dames, elle est associée à Zhao Yunlei : elle est vice-championne du monde en 2011 et championne olympique en 2012 à Londres.